# Айошка
Айошка (рос. Аёшка) — селище в Новоселівському районі Красноярського краю Росії. Входить до складу Толстомисенської сільради.

## Географія
Селище розташоване в 12 км на захід від районного центру Новосьолово.

## Населення
За даними перепису 2010 року, у селищі проживало 227 осіб (106 чоловіків і 121 жінка).